# 中国驻悉尼总领事馆
中华人民共和国驻悉尼总领事馆（英語：Consulate-General of the People's Republic of China in Sydney），简称中国驻悉尼总领事馆，是中华人民共和国派驻澳大利亚新南威尔士州悉尼的最高级别外交机构。领区包括新南威尔士州。